# 金如柏
金如柏（1909年—1984年），江西永丰人，中国人民解放军开国少将。
1930年，金如柏加入中国工农红军，并参加长征。抗日战争期间，担任八路军120师358旅716团政治处主任、政委。第二次国共内战期间，担任晋绥野战军独立第三旅政委等职。中华人民共和国成立后，担任西南军区空军政委、云南军区副政委，昆明军区第二政委，获少将军衔。随后进入中央，担任中华人民共和国最高人民法院副院长兼解放军军事法院院长。

## 家庭

### 夫人
- 郑织文，中华民国河南省临时议会议员、中华民国第二届国会议员郑锡田之女，先后在成都军区、昆明军区、云南省委、解放军总政治部工作，姐姐郑坚岩嫁给开国上将周纯全

### 儿女
- 金一平，长女，化工仪表高级工程师
- 金一宏，次女，二炮门诊部保健室主任
- 金一涛，三女，二炮总医院消化科医生
- 金一明，长子，总参军训和兵种部政治部主任，少将军衔
- 金一南，次子，曾任中国人民解放军国防大学国际关系教研室教授，中国人民解放军国防大学战略教研部副主任兼国防大学战略研究所所长，少将军衔。现为中央党校、国家行政学院、北京大学等多所院校的兼职教授，中国科学院中国发展战略学研究会国防战略委员会专家委员
- 金一伟，三子，文化部文化产业司副司长，中国统计学会文化统计分会副会长兼秘书长